# Julija Iwanowna Basanowa

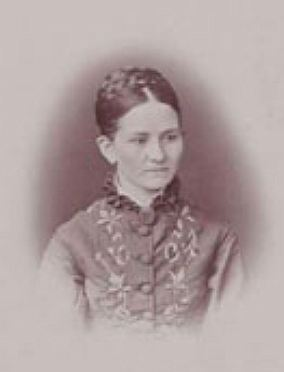
Julija Iwanowna Basanowa (circa 1885)

Julija Iwanowna Basanowa, geboren  Julija Iwanowna Ljawdonskaja, (russisch Юлия Ивановна Базанова, Geburtsname russisch Юлия Ивановна Лявдонская; * 1852 in Irkutsk; † 1924 in Moskau) war eine russische Kauffrau der 1. Moskauer Kaufmannsgilde, Unternehmerin und Mäzenin.

## Leben
Julija Iwanowna war die Tochter des Offiziers Iwan Ljawdonski. Nach dem frühen Tod ihrer Eltern wuchs sie bei ihrem Großvater auf. Nach dem Besuch des Instituts für höhere Töchter Ostsibiriens in Irkutsk heiratete sie Pjotr Iwanowitsch Basanow, Sohn des Irkutsker Kaufmanns und Goldunternehmers Iwan Iwanowitsch Basanow.

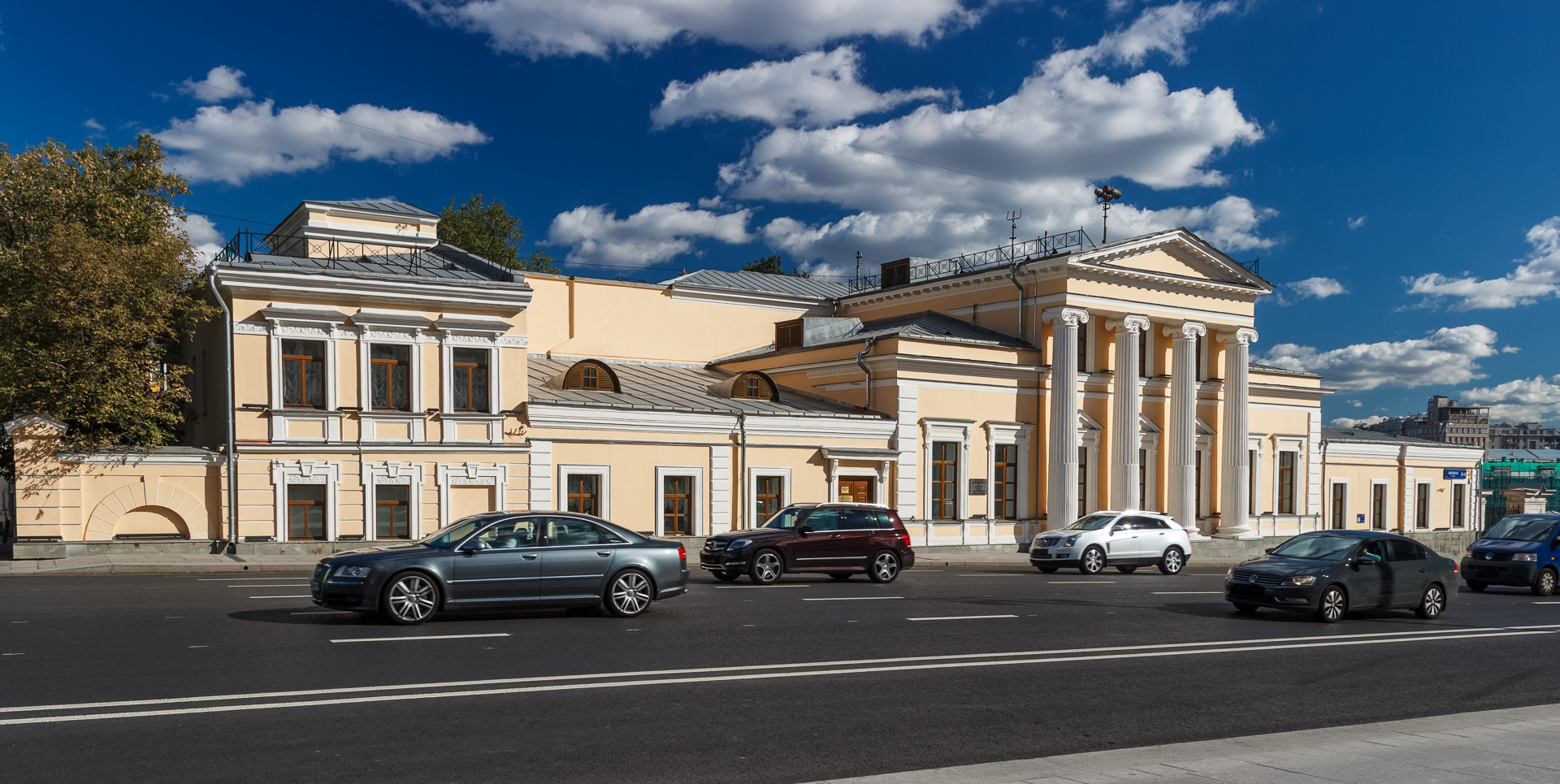
Basanow-Villa, Mochowaja Uliza 6, Moskau

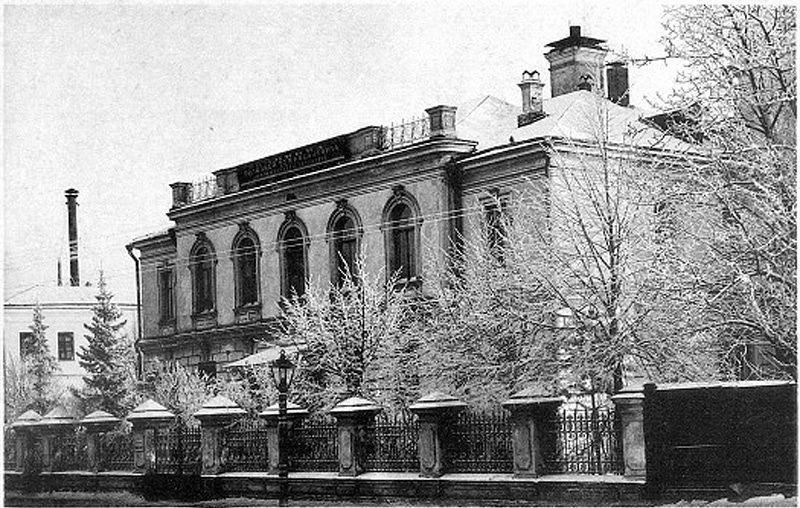
Basanowa-Ohrenklinik

Nachdem ihr Schwiegervater 1883 und ihr Mann 1892 gestorben waren, wurde Julija Basanowa 1892 die alleinige Besitzerin des Hauptteils des Kapitals der Familie Basanow. Sie führte das Familienunternehmen, zu dem insbesondere Bergwerke in Sibirien gehörten, und setzte die Wohltätigkeit der Familie Basanow fort. Mit ihrem Namen ist die Geschichte vieler Einrichtungen und Organisationen in Irkutsk verbunden. Dazu gehörten ein Heim für Kinder von Verhafteten, ein Kindergarten, ein Haus für Findelkinder und ein Lehrerseminar sowie ein Kinderkrankenhaus. Sie war seit 1887 Ehrenmitglied der Gesellschaft zur Unterstützung notleidender Studenten.
Basanowa ließ sich mit ihrer Tochter Warwara in der Moskauer Villa der Basanows an der Mochowaja Uliza nieder, die 1886 von Simon Eibuschitz und Alexander Stepanowitsch Kaminski erbaut und 1892 erworben worden war. Basanowa stiftete der medizinischen Fakultät der Universität Moskau (MGU) 1 Million Rubel für den Bau einer Ohrenklinik, die auf Initiative Nikolai Petrowitsch Simanowskis in der von Konstantin Bykowski projektierten Klinik-Gorodok auf dem Moskauer Dewitschje Pole an der Moskwa nördlich des Nowodewitschi-Klosters an der heutigen Großen Pirogowskaja-Straße gebaut und 1896 mit Stanislaw Fjodorowitsch von Stein als Direktor eröffnet wurde. Auf Initiative des Rats der MGU wurde von Robert Romanowitsch Bach eine Marmorbüste der Stifterin angefertigt und 1896 in der Eingangshalle der Klinik aufgestellt. Die Moskauer Stadtduma verlieh der Klinik Basanowas Namen. Kaiser Nikolaus II. drückte ihr seinen allerhöchsten Dank aus und übergab ihr ein Porträt mit seiner Unterschrift. 1897 erhielt sie die Goldmedaille Für Pflichteifer am Band des Ordens der Heiligen Anna. Mit einer weiteren halben Million Rubel Basanowas entwickelte sich die Klinik zu einem wissenschaftlichen Zentrum der Hals-Nasen-Ohren-Heilkunde. Daneben beteiligte sie sich am Bau des N.-A.-Alexejew-Krankenhauses für Psychiatrie. Auf Bitte Lew Nikolajewitsch Tolstois half sie beim Transport der kaukasischen Duchoborzen über den Ozean.
Durch den Aufstand in den Bergwerken an der Lena 1905 geriet Basanowa in wirtschaftliche Schwierigkeiten, worauf sie die Bergwerke an eine englische Gesellschaft verkaufte. 1906 musste sie auch die Moskauer Basanow-Villa verkaufen und in eine Mietwohnung umziehen. Trotzdem unterstützte sie weiter ihre Projekte. 1909 wurde sie Ehrenbürgerin der Stadt Irkutsk.
Nach der Oktoberrevolution wurde Basanowas Besitz verstaatlicht. Ihre Büste in der Ohrenklinik wurde entfernt. Erst in den 1990er Jahren wurde bei Umbauarbeiten die Basanowa-Büste wiedergefunden. Jetzt befindet sie sich im Museum für Medizingeschichte der Ersten Moskauer Staatlichen Setschenow-Universität für Medizin.
Basanowa wurde auf dem Wwedenskoje-Friedhof begraben.